# Taiki
Taiki (jap. 大紀町 Taiki-chō) – miasto w Japonii, na wyspie Honsiu, w prefekturze Mie. Według danych na rok 2020 miejscowość zamieszkiwało 7 815 mieszkańców , a gęstość zaludnienia wyniosła 33,5 os./km².